# خاندان ناریشکین
خاندان ناریشکین (به روسی: Нарышкины) یک خاندان اشرافی روسی از تبار تاتارهای کریمه بود. این خاندان در اواخر سدهٔ هفدهم با دودمان سلطنتی روسیه وصلت کرد و بدین شکل وارد عرصهٔ قدرت در روسیه شد. حال آنکه تا پیش از آن خاندانی مهم در نظر گرفته نمی‌شد.

## نام و پیشینه
در قرن شانزدهم، دشمنان ناریشکین‌ها، نام خاندان آنها را مشتق از واژهٔ یاریژکا (به روسی: ярыжка) به معنای یک «وزیر کوچک» در نظام آن زمان یا یک «خدمتکار خانه» معرفی کردند. منشأ این خاندان بسیار مبهم است. باور بر این است که منشأ اشرافی نارشکین‌ها از قبیلهٔ آلمانی ناریست (به روسی: наристов) که توسط تاسیتوس در رساله‌اش ژرمنیا ذکر شده است باشد. یک روایت قابل قبول‌تر آن است که جد این طایفه، مردی از تاتارهای کریمه به نام مردین کوبرات و با نام مستعار «ناریش» یا «ناریشکو» بود که حدود سال ۱۴۶۵ به مسکو رفت و به عنوان دوک بزرگ در خدمت ایوان سوم درآمد. مطابق شجره‌نامه رسمی، نوهٔ او به نام آیزاک اولین کسی بود که نام خاندانی «ناریشکین» را برگزید.

## تاریخچه
نخستین اعضای خاندان ناریشکین که در اسناد گزارش شده‌اند، ایوان ایوانوویچ و بوریس ایوانوویچ هستند که از فرماندهانی بودند در که لشکرکشی‌های سال ۱۵۷۵ به کازان در نزدیکی سوکول درگذشتند. این خاندان پس از ازدواج تزار الکسی یکم با ناتالیا ناریشکینا دختر کیریل ناریشکین ترقی یافت. پدر ناتالیا، سه نفر از برادرانش و چهار تن از اقوام دوردست او، به مقام بویار رسیدند. این درحالی بود که موقعیت خاندان رقیب آنها یعنی خاندان میلوسلاوسکی به دلیل مرگ شاهزادگان یا معلولیت آنها، متزلزل شده بود. زمانی که پتر، پسر سالم ناتالیا به دنیا آمد به عنوان یک وارث لایق‌تر مورد توجه قرار گرفت. پس از مرگ الکسی یکم، آرتامون ماتویف نخست تلاش کرد پتر را به عنوان جانشین به اشراف بقبولاند؛ اما بزرگ‌ترین پسر زنده ماندهٔ تزار از خاندان میلوسلاوسکی یعنی فیودور سوم جانشین شد.
از همان زمان سلطنت فیودور سوم مبارزهٔ شدید میان دو خاندان ناریشکین و میلوسلاوسکی آشکار شد. تا زمانی که دولت در عمل توسط آرتامون ماتویف اداره می‌شد، ناریشکین‌ها همچنان در جایگاه خود باقی بودند؛ اما پس از آنکه رقیبان ماتویف را به پوستوزورسک تبعید کردند، آنها به تدریج از عرصهٔ قدرت خارج شدند. وقتی فیودور بدون بر جای گذاشتن جانشینی درگذشت، جنگ قدرت میان دو خاندان آغاز شد. بقا و در قدرت ماندنِ هر کدام از این خاندان‌ها بستگی به این داشت که کدام تزارویچ بر تخت می‌نشیند.
با این وجود که بزرگان این بار پتر را به جانشینی برگزیده بودند، میلوسلاوسکی‌ها با برپایی شورشی در مسکو خاندان ناریشکین‌ها را قلع و قمع کردند. ماتویف و دو برادر ناتالیا به قتل رسیدند و بزرگان وادار شدند تا هر دو شاهزاده ایوان و پتر را به‌طور هم‌زمان به عنوان تزار بپذیرند. بدین ترتیب، دولت روسیه به مدت ۷ سال تماماً در اختیار میلوسلاوسکی‌های رقیب به رهبری سوفیا آلکسیونا قرار گرفت. تا اینکه قدرت آنان با کودتایی از سوی پتر جوان برای دهه‌ها ساقط شد.
این خاندان پس از پتر کبیر و در دوران امپراتوری روسیه نیز همچنان در جایگاه یک خاندان اشرافی باقی ماندند.